# Wisemen
Wisemen este o piesă pop-rock scrisă de James Blunt, Jimmy Hogarth și Sacha Skarbek. Ea face parte din primul album al lui James Blunt, Back to Bedlam, fiind lansată în 2005. Wisemen a ajuns în top 15 în Marea Britanie. Ca urmare a succesului pieselor You're Beautiful și Goodbye My Lover, Wisemen a fost republicată în primăvara anului 2006, și a avut un mare succes în toată lumea.

## Clasament
| Clasament (2005)                     | Poziție |
| ------------------------------------ | ------- |
| UK Singles (Official Charts Company) | 44      |
| Clasament (2006)                     | Poziție |
| Australia (ARIA)                     | 11      |
| Austria (Ö3 Austria Top 40)          | 15      |
| Belgia (Ultratip Flanders)           | 2       |
| Belgia (Ultratip Wallonia)           | 1       |
| Canadian Singles Chart               | 10      |
| Irlanda (IRMA)                       | 36      |
| Olanda (Single Top 100)              | 17      |
| Olanda (Dutch Top 40)                | 9       |
| UK Singles (Official Charts Company) | 23      |